# Cahokia (Volk)

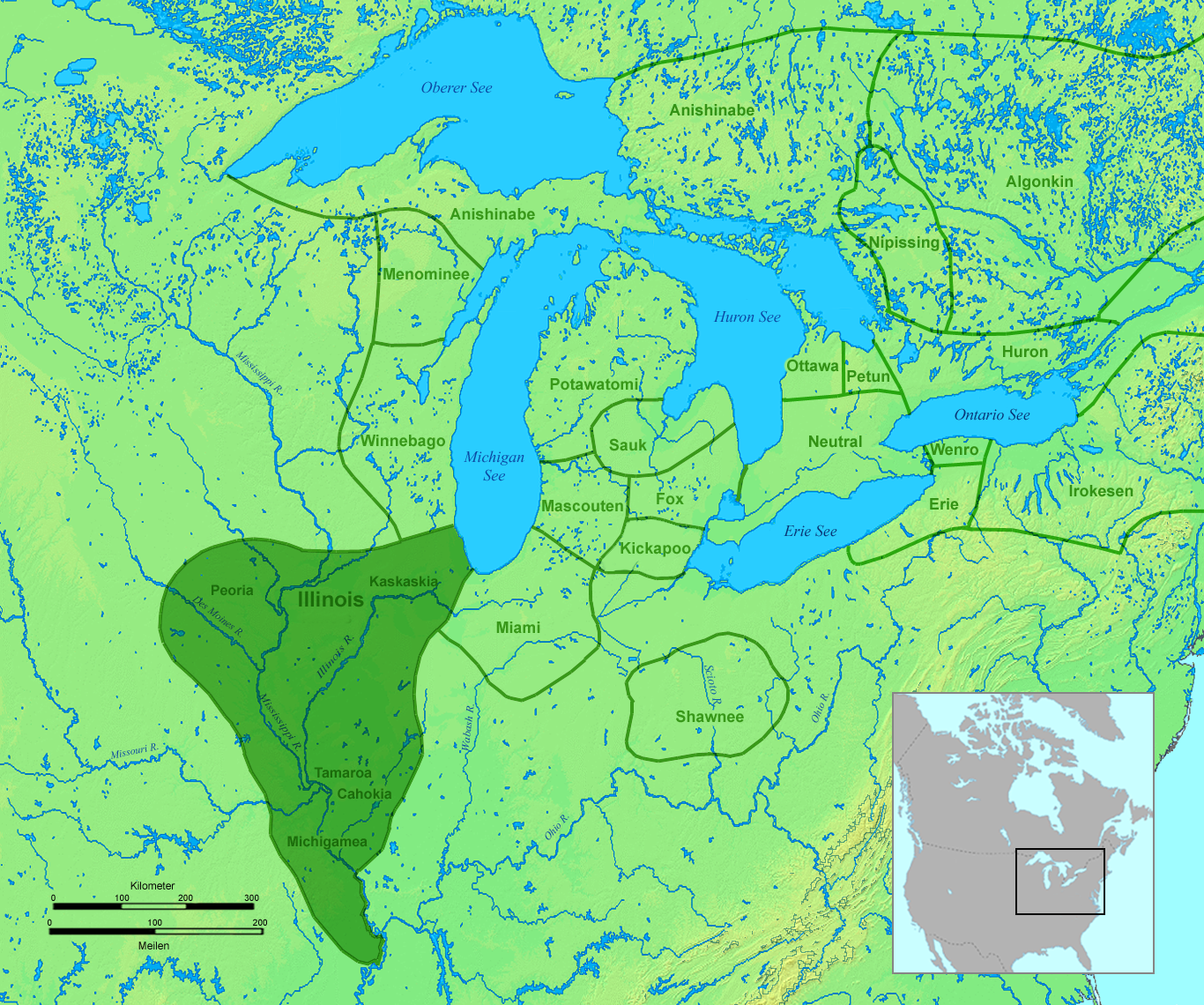
Wohn- und Jagdgebiet der Illinois vor 1700

Die Cahokia gehörten zu den Illinois, einer Konföderation von rund zwölf kleinen Algonkin sprechenden Indianerstämmen, die zu Beginn des 17. Jahrhunderts über ein Gebiet verstreut waren, welches das nördliche Illinois und Teile von Missouri und Iowa umfasste. Der Stamm gilt heute als ausgestorben.

## Geschichte
Die erste Erwähnung der Cahokia stammt vom französischen Entdecker Robert Cavelier de La Salle von seiner zweiten Reise aus dem Jahr 1682. Über die Kultur der Cahokia ist sehr wenig bekannt; sie waren jedoch keine Nachkommen der prähistorischen Bewohner der Cahokia Mounds. Die antike Anlage in der Nähe von Collinsville in Illinois wurde nach dem Indianerstamm benannt, der hier im späten siebzehnten Jahrhundert lebte. Die Cahokia siedelten am Zusammenfluss vom Illinois River in den Mississippi River im westlichen heutigen Illinois, als sie der Entdecker Jacques Marquette im Jahr 1673 aufsuchte. Um 1700 zogen sie südwärts an das Ostufer des Mississippi an die Stelle, an der 1699 eine katholische Missionsschule errichtet worden war, heute der Standort der Stadt Cahokia in Illinois. Außerdem befand sich dort ein französischer Handelsposten und das Fort Cahokia mit Garnison. An diesem Ort vereinigten sie sich mit den Tamaroa, einem eng verwandten Stamm aus der Illinois-Konföderation, und bewohnten insgesamt rund neunzig Hütten. Erste Schätzungen der Bevölkerungszahl erfolgten damals in der Angabe von Hütten oder Kriegern, wobei eine Hütte von rund sechzehn Personen bewohnt wurde.
Schon 1701 trennten sich die Tamaroa wieder von den Cahokia, die weiterhin in der Nähe der Mission lebten, bis sie 1734 von den Franzosen nach Süden umgesiedelt wurden. Unter dem Einfluss von Krankheiten und Alkoholmissbrauch nahm die Bevölkerungszahl dramatisch ab. Dazu kamen Angriffe pro-britischer Indianerstämme, die ihr Dorf 1752 zerstörten. Schließlich suchten sie Zuflucht bei den befreundeten Michigamea, die ein ähnliches Schicksal erlitten hatten. Beide Stämme wurden später von den Kaskaskia aufgenommen und 1803 insgesamt als Kaskaskia tribe von den Vereinigten Staaten anerkannt. Die Kaskaskia wiederum verbanden sich mit den Peoria und zogen in den 1830er Jahren von Illinois nach Kansas. Hier nahmen sie vermutlich alle Überlebenden anderer Illinois-Stämme auf. Nachdem sie sich 1854 auch mit den Wea und Piankashaw vereinigt hatten, nannten sie sich Confederated Peoria tribe (Verbündeter Peoria-Stamm). 1867 wurde ihnen Land im nordöstlichen Indianerterritorium zugewiesen. Im Jahr 1889 zogen 153 Peoria in die neu eingerichtete Reservation. Es ist unbekannt, wie viele von ihnen Nachkommen der Cahokia waren. Der bundesstaatlich anerkannte Peoria Tribe of Indians of Oklahoma zählte im Jahr 2000 insgesamt 1.795 Stammesangehörige.